# Lichtensteins Nachtotter
Lichtensteins Nachtotter (Causus lichtensteinii), auch bekannt als Wald-Krötenviper ist eine von sechs Arten der Krötenvipern (Causinae) innerhalb der Vipern (Viperidae).

## Merkmale
Lichtensteins Nachtotter erreicht eine durchschnittliche Gesamtlänge von 30 bis 55 Zentimetern, als Maximallänge sind 70 Zentimeter dokumentiert. Der Körper ist im Vergleich zu anderen Krötenvipern relativ schlank. Der Kopf ist nur leicht vom Körper abgesetzt und nicht sonderlich breit ausgebildet, die Schnauze ist stumpf und nicht verlängert.
Die Grundfärbung ist samtig grünlich-grau bis olivgrün, der Rücken ist mit dünnen, nach hinten weisenden Winkelflecken bedeckt. Diese können voneinander getrennt sein oder auch eine Kette von Rhombenflecken bilden. Auf dem Nacken befindet sich eine V-förmige, weiße Zeichnung, außerdem besitzt die Kehle eine weiße bis gelbe Bänderung. Die Jungschlangen sind meist dunkelbraun gefärbt und besitzen eine Kopfzeichnung aus weißen Streifen. Dabei zieht sich eine weiße Linie vom Rostrale über das Auge bis zum Mundwinkel, eine zweite führt ebenfalls vom Rostrale über die Lippen und trifft die erste am Mundwinkel. Der Nacken besitzt eine sehr auffällige weiße V-Zeichnung mit einer vorderen dunklen Begrenzung und der Spitze auf dem Parietalschild. Auch die Rückenzeichnung ist deutlich ausgeprägter als bei den Adultschlangen.
Die Rückenschuppen sind schwach gekielt, wobei in der Körpermitte 15 Schuppenreihen um den Körper reichen. Die Bauchseite ist von 128 bis 152 Ventralia bedeckt, danach folgen das Analschild sowie 18 bis 22 Subcaudalia bei den Männchen und 17 bis 19 bei den Weibchen. Die Kopfbeschuppung weist 6 Supra- und 9 Sublabialia auf. Der Augenring wird von 5 bis 7 Circumorbitalia gebildet.

## Verbreitung und Lebensraum
Lichtensteins Nachtotter ist über Teile des westlichen und zentralen Afrika verbreitet. Dabei erstreckt sich das Verbreitungsgebiet über Sierra Leone, Ghana, Nigeria, Westkenia, Uganda und das nördliche Angola. Aus dem südöstlichen Sudan, der Demokratischen Republik Kongo und dem nördlichen Sambia sind zudem einzelne isolierte Fundorte bekannt. Aufgrund ihrer guten Schwimmfähigkeit hat sie zudem Inseln im Viktoriasee besiedelt.
Als Lebensraum bevorzugt die Schlange vor allem ungestörte Bereiche des afrikanischen Regenwaldes mit geringem Lichtaufkommen. Sie lebt in sumpfigen Gegenden in der Nähe von Flüssen und Seen. Als maximale Höhe wurden bislang 670 Meter NN im Atewa Range Forest Reserve in Ghana dokumentiert.

## Lebensweise
Über die Lebensweise dieser Art ist wie bei allen Krötenvipern nur relativ wenig wissenschaftlich bekannt. Sie ernährt sich vor allem von Fröschen und Kröten. Dabei ist sie tagaktiv und meistens außerhalb des Wassers zu finden, obwohl sie sehr gut schwimmen kann. Außerhalb ihrer Aktivitätszeiten versteckt sie sich in Baumhöhlen, unter Wurzelstöcken und anderen bodenbedeckenden Strukturen. Bei Störungen zeigt sie ein Abwehrverhalten aus zischenden und puffenden Lauten.
Lichtensteins Nachtotter ist wahrscheinlich lebendgebärend (ovovivipar), wobei die Jungtiere ab September geboren werden. Ein Wurf umfasst vier bis acht Jungschlangen.

## Systematik
Lichtensteins Nachtotter ist eine von sechs Arten der einzigen Gattung innerhalb Krötenvipern (Causinae). Diese stellen neben den Urtümliche Vipern (Azemiopinae) mit der Fea-Viper (Azemiops feae) als einziger Art sowie den artenreichen Grubenottern (Crotalinae) und Echten Vipern (Viperinae) eine der Unterfamilien der Vipern (Viperidae) dar.

## Schlangengift
Über das Gift dieser Art gibt es keine wissenschaftlichen Untersuchungen. Krötenvipern besitzen generell ein für den Menschen relativ schwaches Gift, welches auch beim Beutefang nur wenig genutzt wird. Trotz der großen Giftdrüsen wird kaum Gift in die Beutetiere injiziert, im Regelfall tropft es in geringen Mengen von den Giftzähnen. Bisse beim Menschen führen entsprechend nur zu lokalen Schwellungen und Schmerzen, Todesfälle durch den Biss von Krötenvipern sind nicht bekannt.

## Belege und weiterführende Informationen

### Zitierte Quellen
Die Informationen dieses Artikels entstammen zum größten Teil aus Mallow et al. (2003), darüber hinaus werden folgende Quellen zitiert:
1. ↑  nach ITIS